# Solmaris rhodoloma
Solmaris rhodoloma är en nässeldjursart som först beskrevs av Brandt 1838.  Solmaris rhodoloma ingår i släktet Solmaris och familjen Solmarisidae. Inga underarter finns listade i Catalogue of Life.